# فرودگاه نالاتی
فرودگاه نالاتی (به انگلیسی: Nalati Airport) یک فرودگاه همگانی با کد یاتا NLT است . این فرودگاه در کشور چین قرار دارد .

## شرکت‌های هواپیمایی و مقصدهای پروازی
| شرکت‌های هواپیمایی   | مقصدهای پروازی |
| ------------------- | -------------- |
| هواپیمایی جنوبی چین | اورومچی دیووپو |
| تیانجین ایرلاینز    | اورومچی دیووپو |